# Park Vigelanda
Park Vigelanda (norw. Vigelandsanlegget, także Vigelandsparken) – zbiór rzeźb norweskiego rzeźbiarza Gustava Vigelanda w Oslo, będący częścią parku Frogner (Frognerparken). Składa się z ponad 200 rzeźb z kamienia, brązu i kutego żelaza przedstawiających łącznie prawie 600 postaci.
Idea kompleksu parkowego zrodziła się w 1907 roku, kiedy Vigeland otrzymał od władz miasta zamówienie na projekt fontanny. Stopniowo pomysł Vigelanda rozrastał się – kolejne projekty obejmowały rzeźby wokół fontanny, płaskorzeźby, ozdobny most łączący brzegi stawu w parku. W najwyższym punkcie kompleksu góruje Monolit (Monolitten) – gigantyczna kamienna kolumna uformowana z sylwetek nagich ludzi w różnym wieku. Tworzy ją 121 postaci, z czego jedna jest autoportretem Vigelanda. Jedną ze słynniejszych rzeźb w Parku Frogner jest „Sinnataggen” (Rozzłoszczony chłopiec) – postać nagiego chłopczyka krzyczącego i tupiącego nogą.
W skład zespołu parkowego wchodzi też zaprojektowane przez artystę oświetlenie, tworząca labirynt mozaika wokół fontanny, kute bramy i furtki do parku. Wszystkie te elementy zaprojektował rzeźbiarz, ale wykonawcami byli zatrudnieni przez niego kamieniarze, odlewnicy i kowale. Dzięki takiemu podziałowi prac możliwe było ukończenie zespołu parkowego już po śmierci artysty w 1943 roku według jego dokładnych planów. Park został ukończony pod koniec lat czterdziestych XX wieku.
W pobliżu parku znajduje się Muzeum Vigelanda (Vigelandsmuseet).

## Galeria

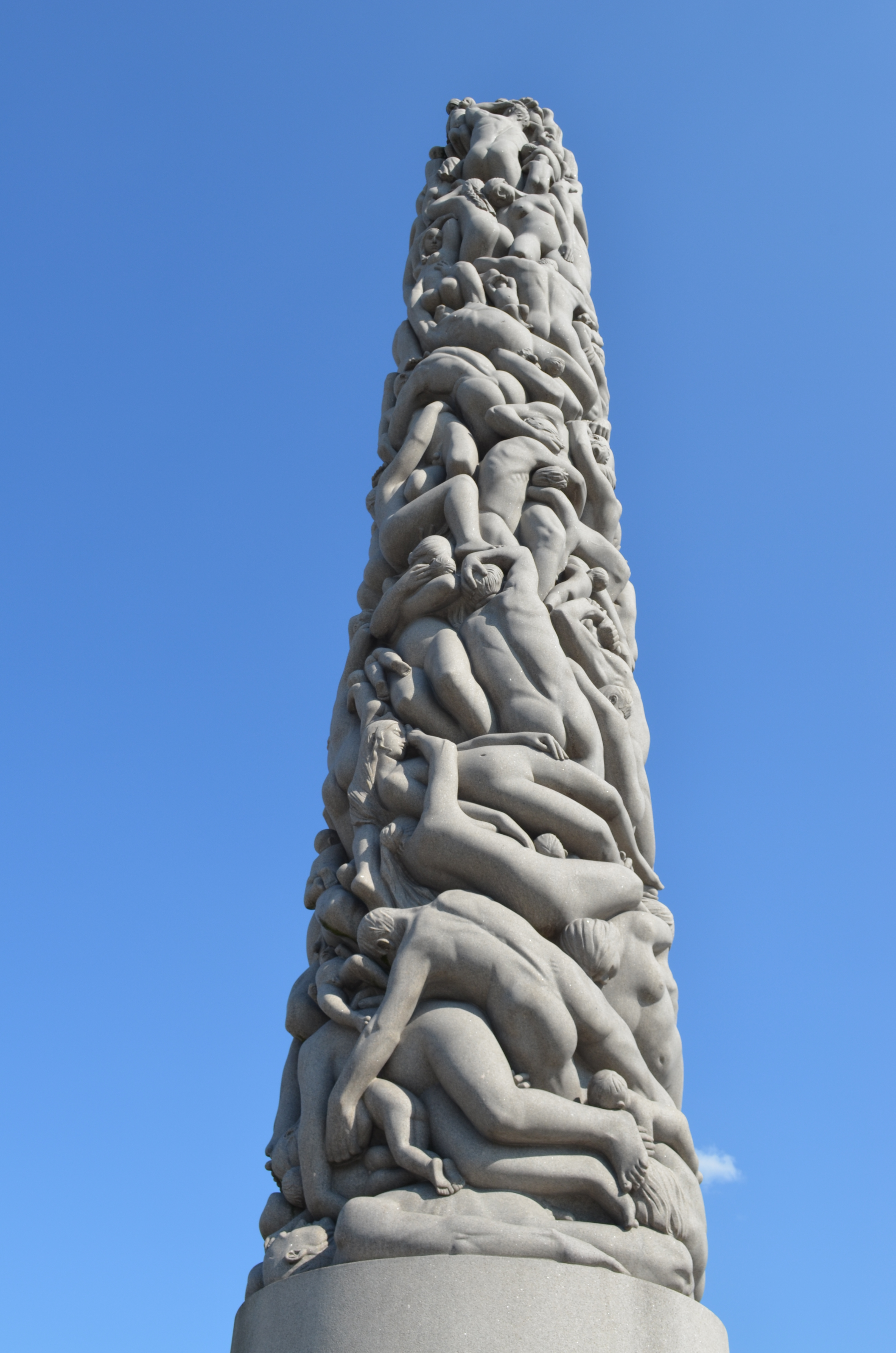
Monolitten (Monolit)
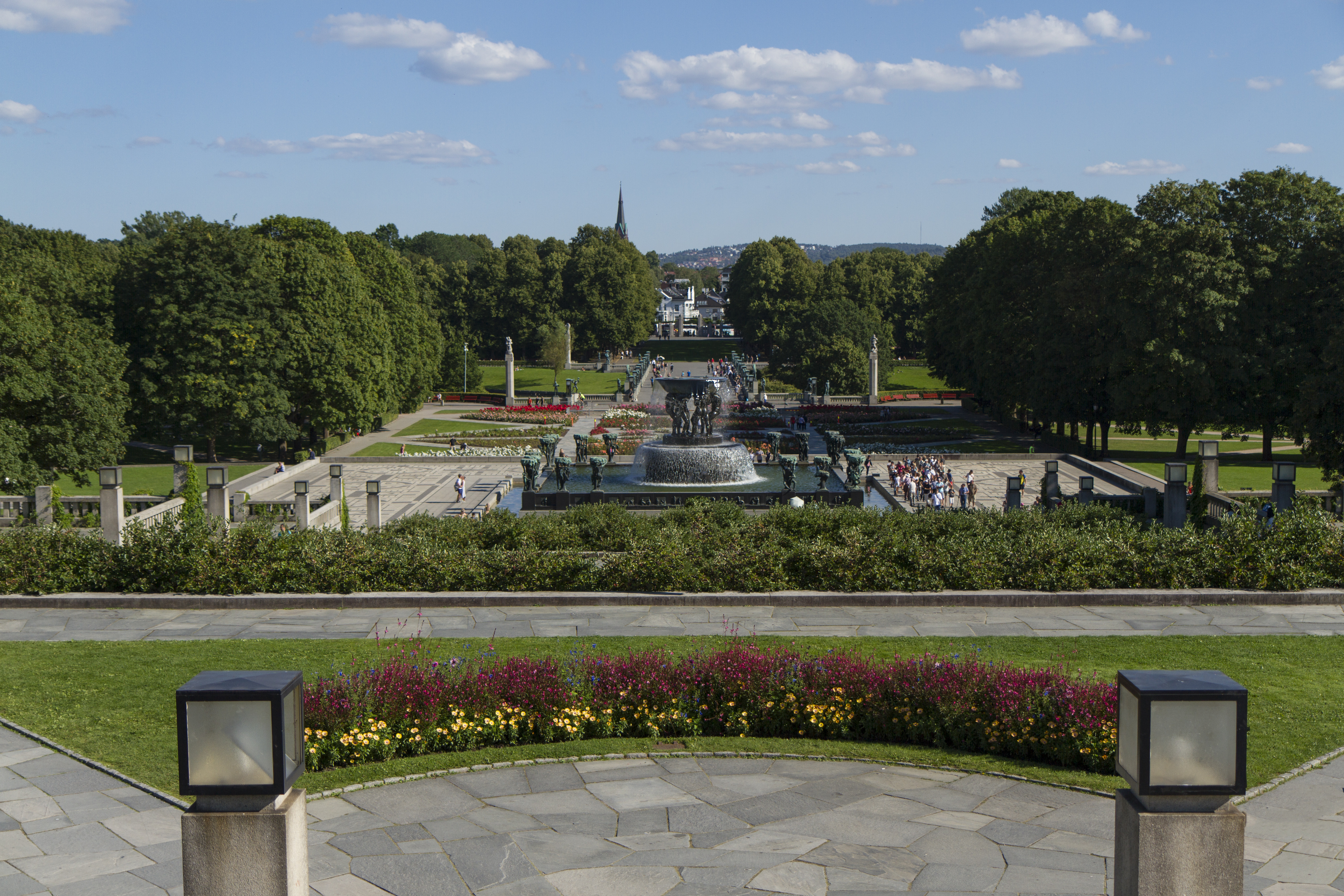
Widok na park
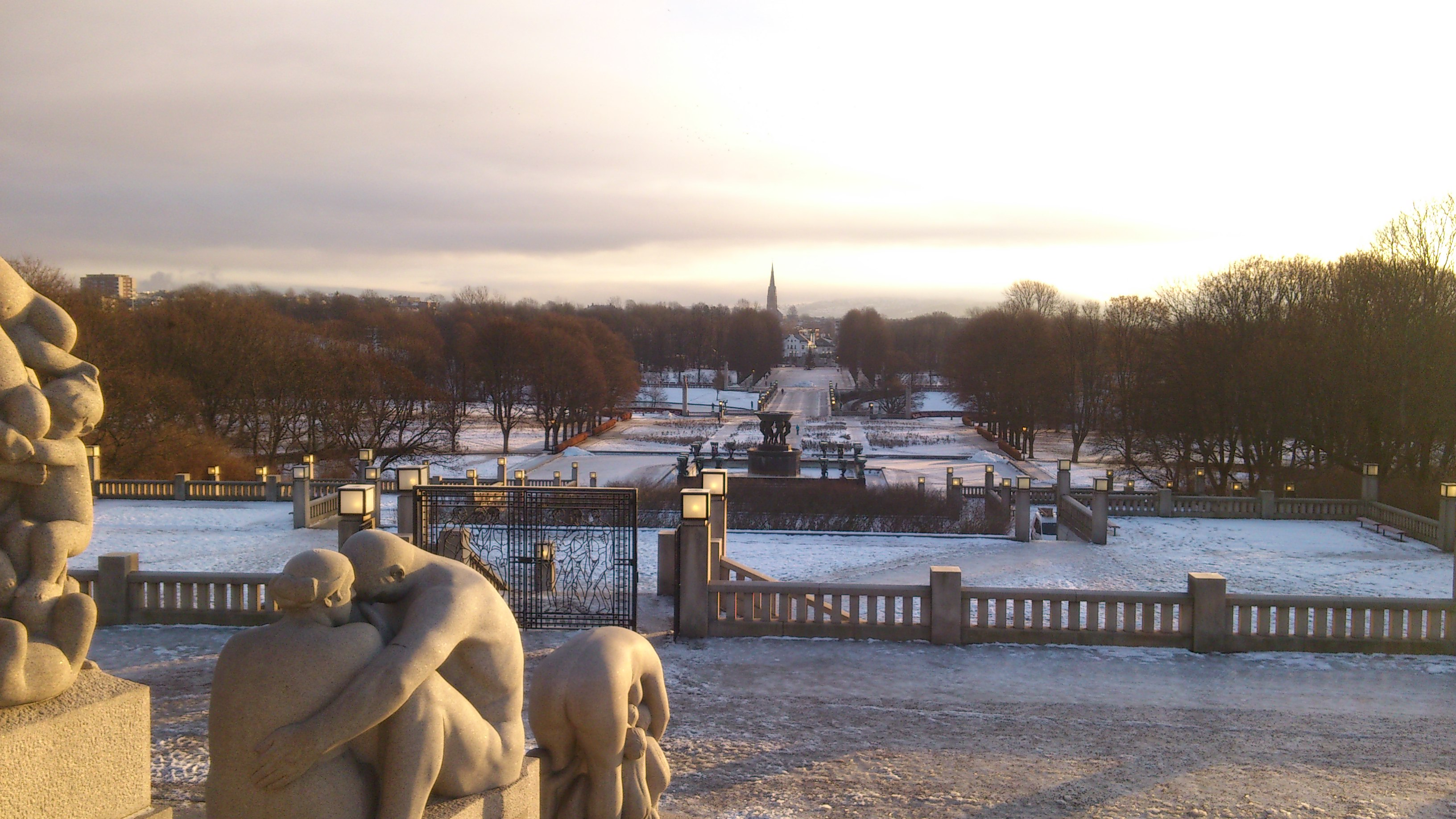
Park zimą
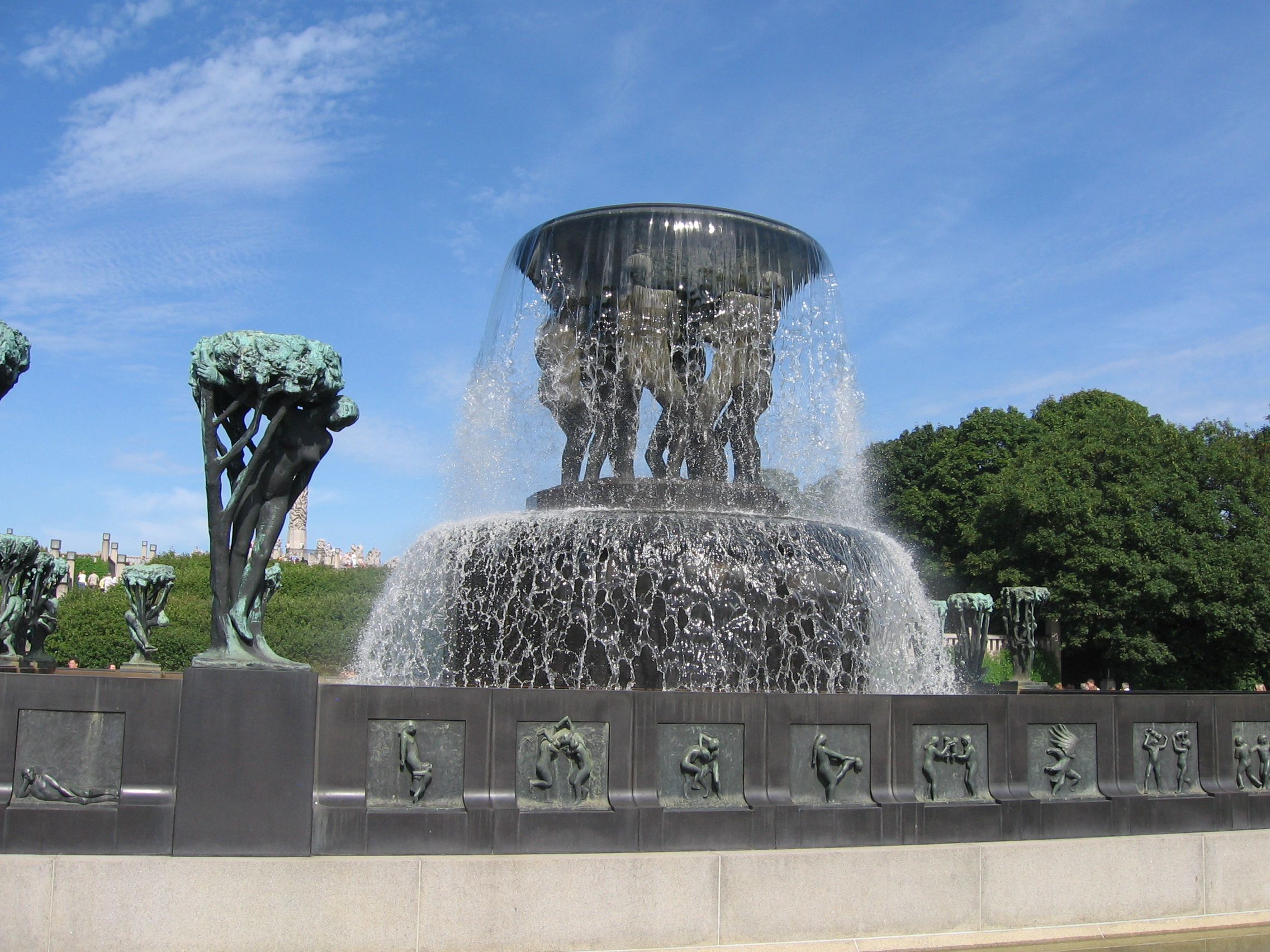
Fontanna
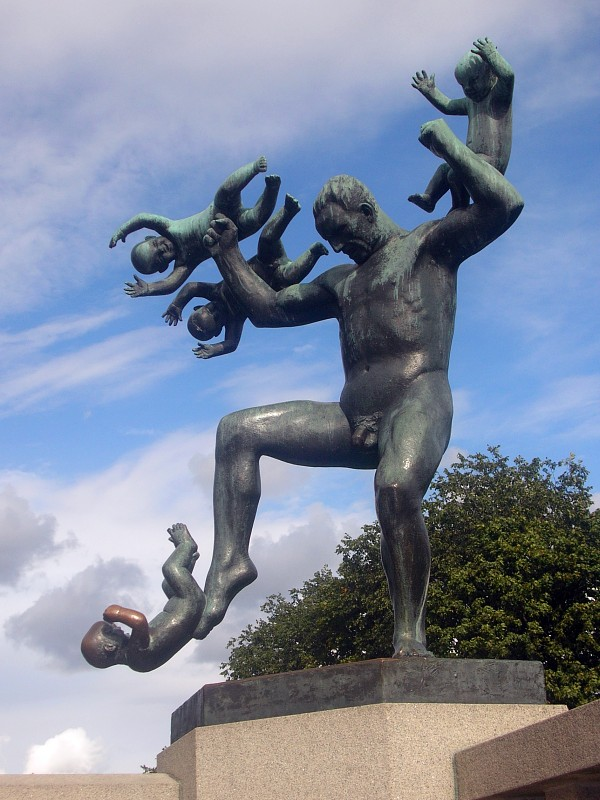
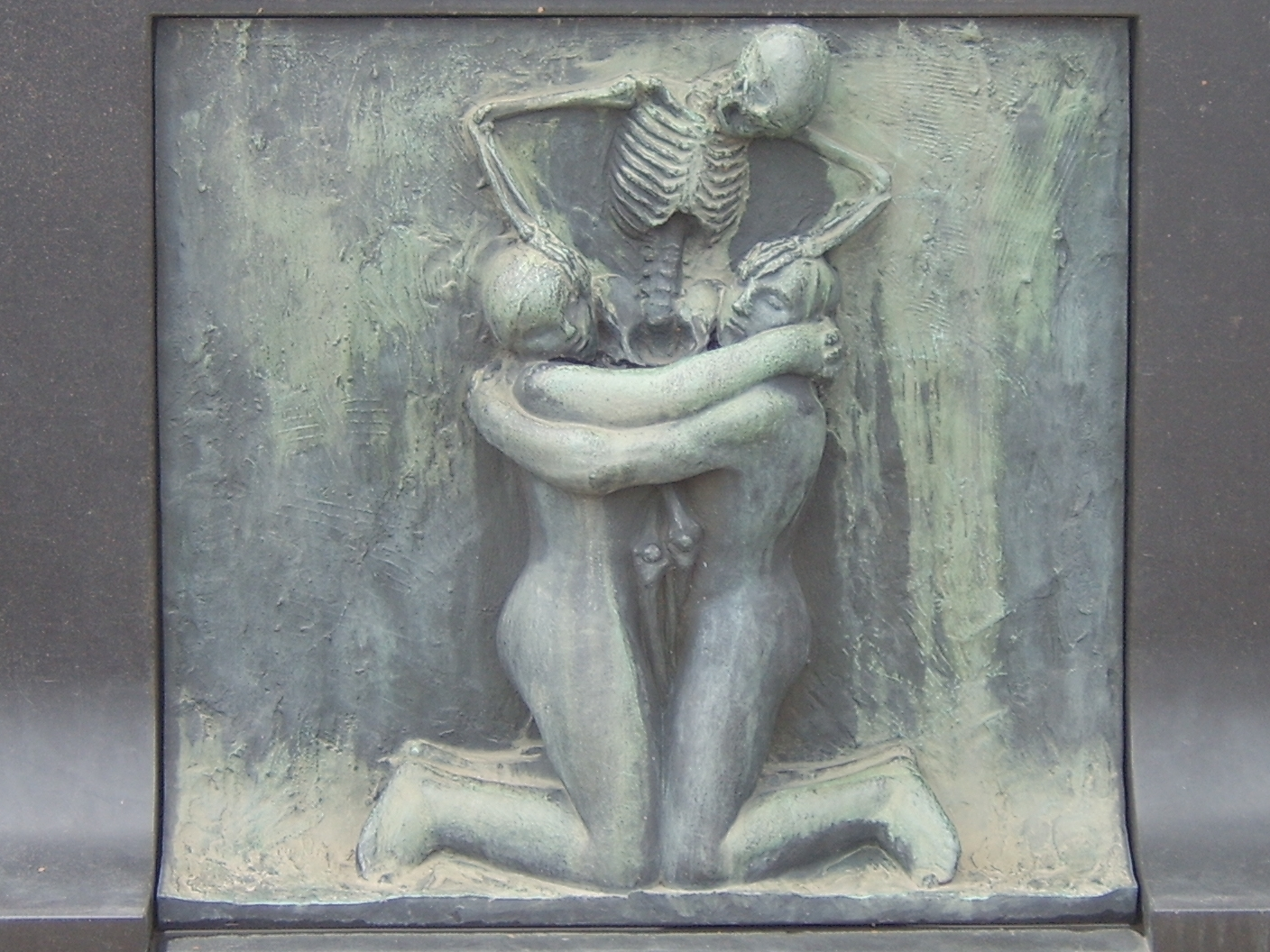
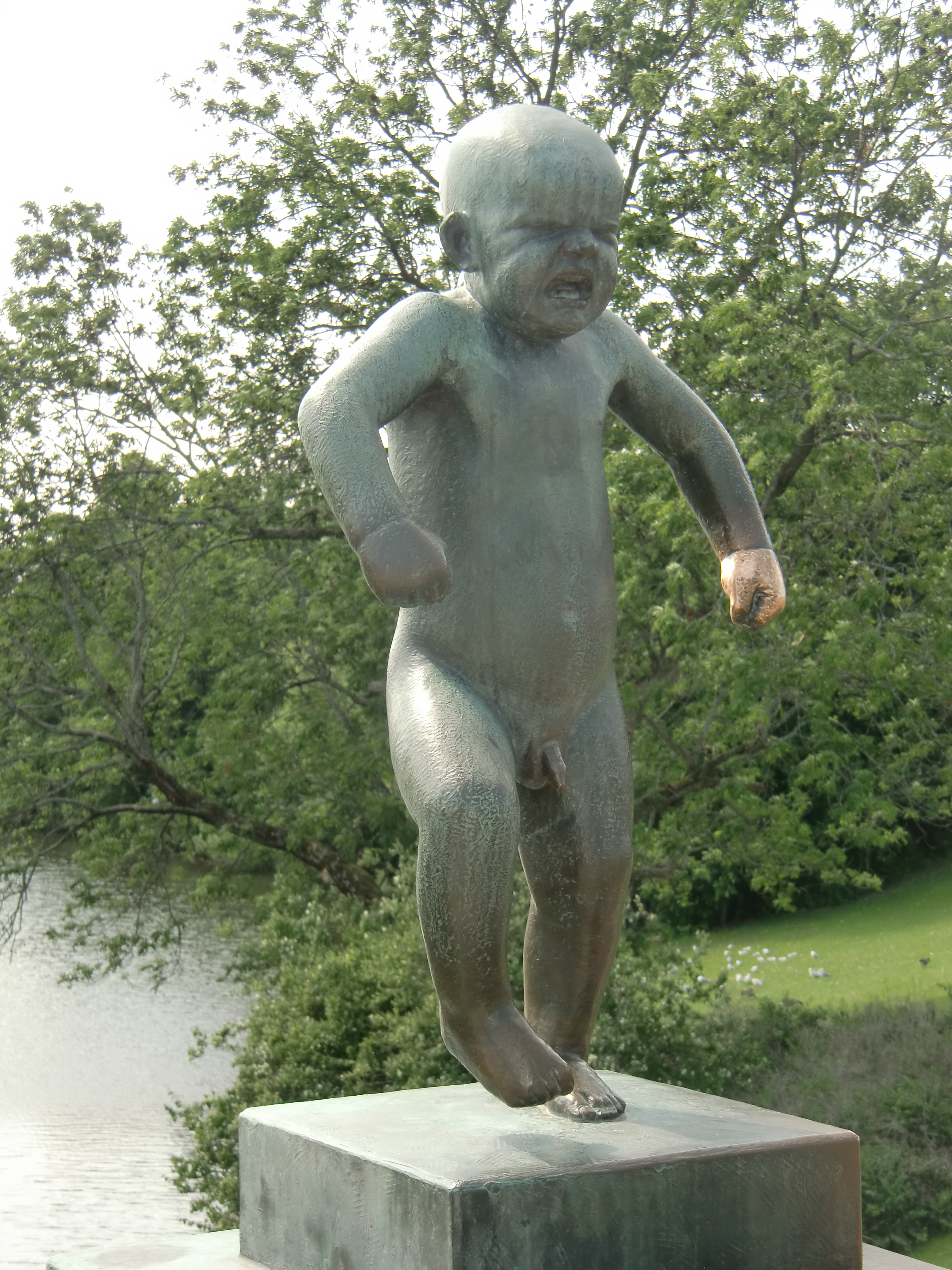
Sinnataggen (Rozłoszczony chłopiec)
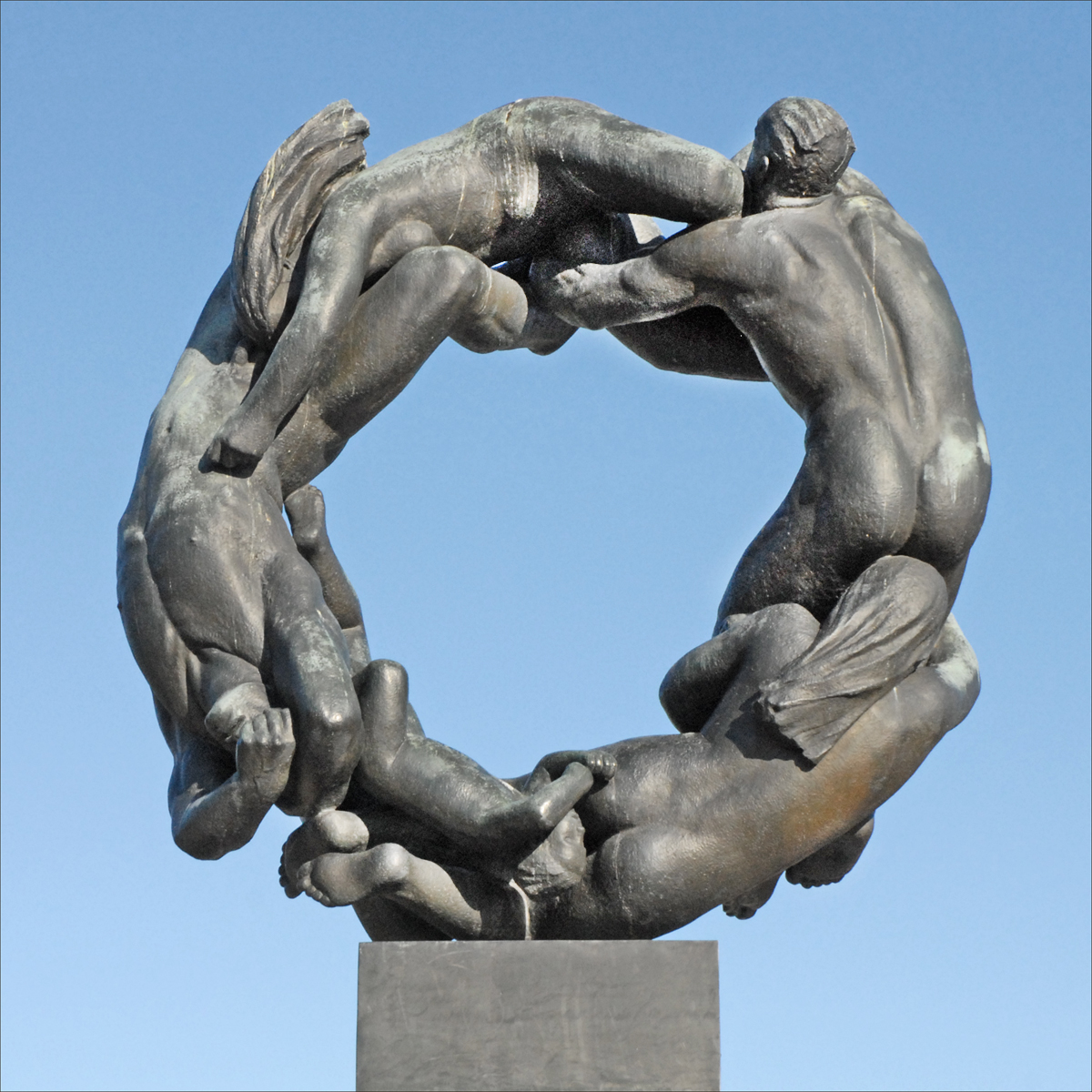
Livshjulet (Koło życia)